# ダーティーサイエンス
『ダーティーサイエンス』は、2013年1月30日に発売したRHYMESTERのアルバム。NeOSITE DISCS（Ki/oon Records）から発売された。初回生産限定盤（CD+DVD）、通常盤、完全生産限定アナログ盤の3形態。

## 概要
オリジナル・アルバムとしては、『POP LIFE』以来約2年振りとなる。キャッチコピーは、「ライムスター2013 時代と共に駆けるビート、明日を変える言葉」。
アルバムのテーマは「振り切って自分たちの好きな事をやろう、というのがぼんやりあった。俺らが一番好きなダーティなヒップホップに時代性も反映させたかった」とMummy-Dは話している。宇多丸は「全体が一つの時代感を表現しているような、今の日本社会の雰囲気が染み込んでいるような作品にしたかった」。
12曲中5曲はIllicit Tsuboiがプロデュースを担当。上記のテーマを再現できるTsuboiに発注すると、8曲入りのデモ音源が届いたが、8曲全て繋がって1曲になっており、DJ JINは「あれは完全に狂ってた」と回想している。毎回時間のかかるというアルバムの曲順決めも、デモ音源をもらった時点でほぼ決まっていたといい、Tsuboiのデモの影響は大きかったという。楽曲によってTsuboiの名義が違うのは、宇多丸が聞いたところ「本人のモードの違い」とのこと。

## 収録曲
1. ダーティー [1:19]
Produced by DJ JIN
(作詞：Mummy-D, 宇多丸 / 作曲：DJ JIN)
2. ゆめのしま [3:59]
Produced by The Anticipation #Based Illicit Tsuboi
(作詞：Mummy-D, 宇多丸 / 作曲：Illicit Tsuboi, Mummy-D)
  - ゴミ埋め立て地・夢の島とのダブル・ミーニング。「夢」にはさまざまな意味があり、「あれは夢だったね」という場合の「夢」はネガティブな意味での幻想を指すが、それが現在の日本の状況に通じると思い、「今の日本を歌う」ことがテーマになった。ダブル・ミーニングを使うことによって少しでも人を勇気づける内容にしたかったという[2]。
3. スクリーム [4:04]
Produced by Mr. Drunk
(作詞：Mummy-D, 宇多丸 / 作曲：Mr. Drunk)
4. ドサンピンブルース feat. キエるマキュウ [4:09]
Produced by The Anticipation Illicit Tsuboi
(作詞：Mummy-D, 宇多丸, MAKI THE MAGIC, CQ / 作曲：Illicit Tsuboi)
  - 客演にキエるマキュウが参加。曲のテーマは「サムライ」。Tsuboiのデモ音源を聴いたMummy-Dが気に入り、1番のバースを入れたところで後の展開を考えていると、Tsuboiの所属しているキエるマキュウに参加してもらったらマジックが起こるのではないかと思いオファーした。宇多丸は「もし俺とDだけで作ってたら小さくまとまってたと思う。キエるマキュウが入ったことによっていい猥雑さが出た。テーマが"サムライ"なのに、なんで"気持ちE" "まるでSEX"とか言うんだよっていう。普通そういう言葉入れないでしょ」[2]。
5. ダーティーサイエンス [4:50]
Produced by The Anticipation "Mad" Illicit Tsuboi
(作詞：Mummy-D, 宇多丸 / 作曲：Illicit Tsuboi, Mummy-D)
  - コンセプトは「粗暴なのにインテリジェンスがあるヒップホップ」。Mummy-Dが最初に書いた歌詞は全く違う内容で、3回ほどやり直している。内容はMummy-Dが「ヒップホップのサウンド」について、宇多丸が「ヒップホップのリリック」について歌い、最後のバースが終わるとすぐに終わる曲だったが、「アルバムのタイトル曲なら」とプロデューサーのTsuboiにより1分30秒に及ぶスクラッチが追加されていた[2]。Mummy-Dのラップの入りがビートとずれているのは「頭にカウントがなくて、急にビートが始まるから入れなかった。上手く録れてるテイクもあったけど、エンジニアの村田君が『こういうところが若者が熱くなる音楽のエッセンスじゃないかな』と提案され、最終的に採用した」[3]。
6. グラキャビ [4:57]
Produced by Mr. Drunk
(作詞：Mummy-D, 宇多丸 / 作曲：Mr. Drunk)
  - 元々はアルバムのテーマに合わせて汚い音に仕上げようと思っていたが、Tsuboiの作ったトラックがあまりにもダーティだったため、この楽曲がアルバムのオアシスにならないといけないと思い、爽やかな仕上がりになっている[2]。
7. ナイスミドル [4:30]
Produced by DJ VIBLAM
(作詞：Mummy-D, 宇多丸 / 作曲：DJ VIBLAM, Mr. Drunk)
8. サバイバー [4:13]
Produced by MAKI THE MAGIC
(作詞：Mummy-D, 宇多丸 / 作曲：宇多丸, MAKI THE MAGIC)
9. Deejay Deejay [4:20]
Produced by DJ JIN
(作詞：Mummy-D, 宇多丸 / 作曲：DJ JIN)
  - 一人で地方営業のDJをやっているときのDJ JINを盛り上げるための曲。DJに向けたアンセムであるが、現在のDJやクラブについて歌うと必然的にポリティカルな要素が入ってしまい、風営法の要素が出てきてしまったという。DJ JINは「7inchレコードをかけっぱなしにして、その上でラップしているような初期衝動感のある雰囲気にしたかった。昔ECDが下北沢SLITSのライヴでやってたようなスタイル」と話している[2][3]。
10. ノーサイド [3:41]
Produced by DJ WATARAI
(作詞：Mummy-D, 宇多丸 / 作曲：DJ WATARAI, Mr. Drunk)
  - Mummy-Dは所謂「がんばれソング」にずっと違和感を持っており、その真逆を歌うことでちょっとでも救われる人がいるかな、と思い歌詞を書いた[2]。
11. It's A New Day [5:06]
Produced by The Anticipation Illicit Tsuboi
(作詞：Mummy-D, 宇多丸 / 作曲：Illicit Tsuboi, Mr. Drunk)
  - 「The Choice Is Yours」と同様に、アルバム『フラッシュバック、夏。』の完成直後にタイトルだけはあったといい、シングルのタイトルもこの二つで悩んでいたという。また、このトラックで「The Choice Is Yours」を歌う可能性があったことも明かされている。歌詞についてMummy-Dは「スタジオと家を往復するだけの生活だった俺自身のリアリティから生まれた。ただの普通の人としての感覚。そうじゃなければ絶対出てこない歌詞だね」[2]。
12. The Choice Is Yours [4:25]
Produced by The Anticipation Illicit Tsuboi
(作詞：Mummy-D, 宇多丸, Mark Capanni, Bobby Taylor / 作曲：Mummy-D, Illicit Tsuboi, Mark Capanni, Bobby Taylor)
  - 先行シングル。アルバムとしては映画のエンドロールのような役割だという[2]。

### 初回生産限定盤DVD
副音声はメンバーによるミュージック・ビデオ解説。
1. ゆめのしま (Music Video)
2. It's A New Day (Music Video)
3. Deejay Deejay (Music Video)

### 完全生産限定盤/アナログ盤

#### Vinil 1
SIDE-A
1. ダーティー
2. ゆめのしま
3. スクリーム
4. ドサンピンブルース feat. キエるマキュウ

SIDE-B
1. ダーティーサイエンス
2. グラキャビ
3. ナイスミドル

#### Vinil 2
SIDE-C
1. サバイバー
2. Deejay Deejay
3. ノーサイド

SIDE-D
1. It's A New Day
2. The Choice Is Yours
3. ダーティー (Bonus Beats)